# シドニー・フットボール・スタジアム
シドニー・フットボール・スタジアム（英語: Sydney Football Stadium）は、オーストラリア、シドニーにあったスタジアムで、ラグビーやサッカーの競技が行われる。2012年から、命名権によりアリアンツ・スタジアム（Allianz Stadium）という。

## 概要
シドニー・クリケット・グラウンドに隣接している。
設立当初の名称はシドニー・フットボール・スタジアムであるが、ネーミングライツ契約によって2002年から2007年までは、オージー・スタジアム、2012年からアリアンツがネーミングライツを取得して、アリアンツ・スタジアムと呼称されている。ただし、AFC主催大会などの際にシドニー・フットボール・スタジアムとなる。
2000年シドニーオリンピックのサッカー競技の会場として使用された他、ラグビーワールドカップ2003の競技会場、2007年のLive Earthのコンサート会場で使用された。また、AFCアジアカップ2015の会場候補となっていたが選ばれなかった。
2018年に閉鎖。2022年に新スタジアムが建て替えらた。
2023年のFIFA女子ワールドカップの会場の一つであり、2027年にラグビーワールドカップの試合が開催される予定。

## ギャラリー

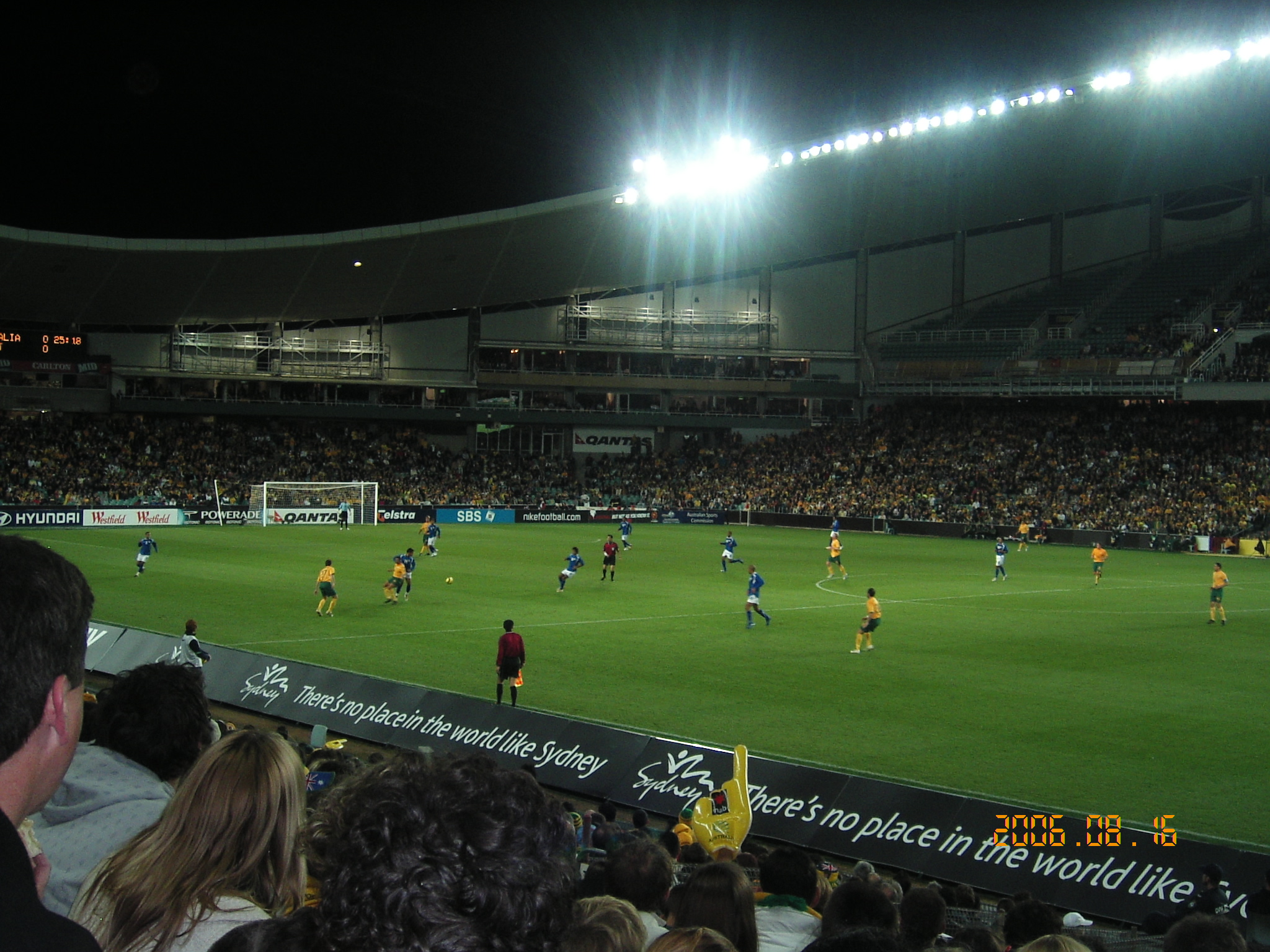
AFCアジアカップ2007 (予選) サッカーオーストラリア代表対クウェート代表の試合の様子
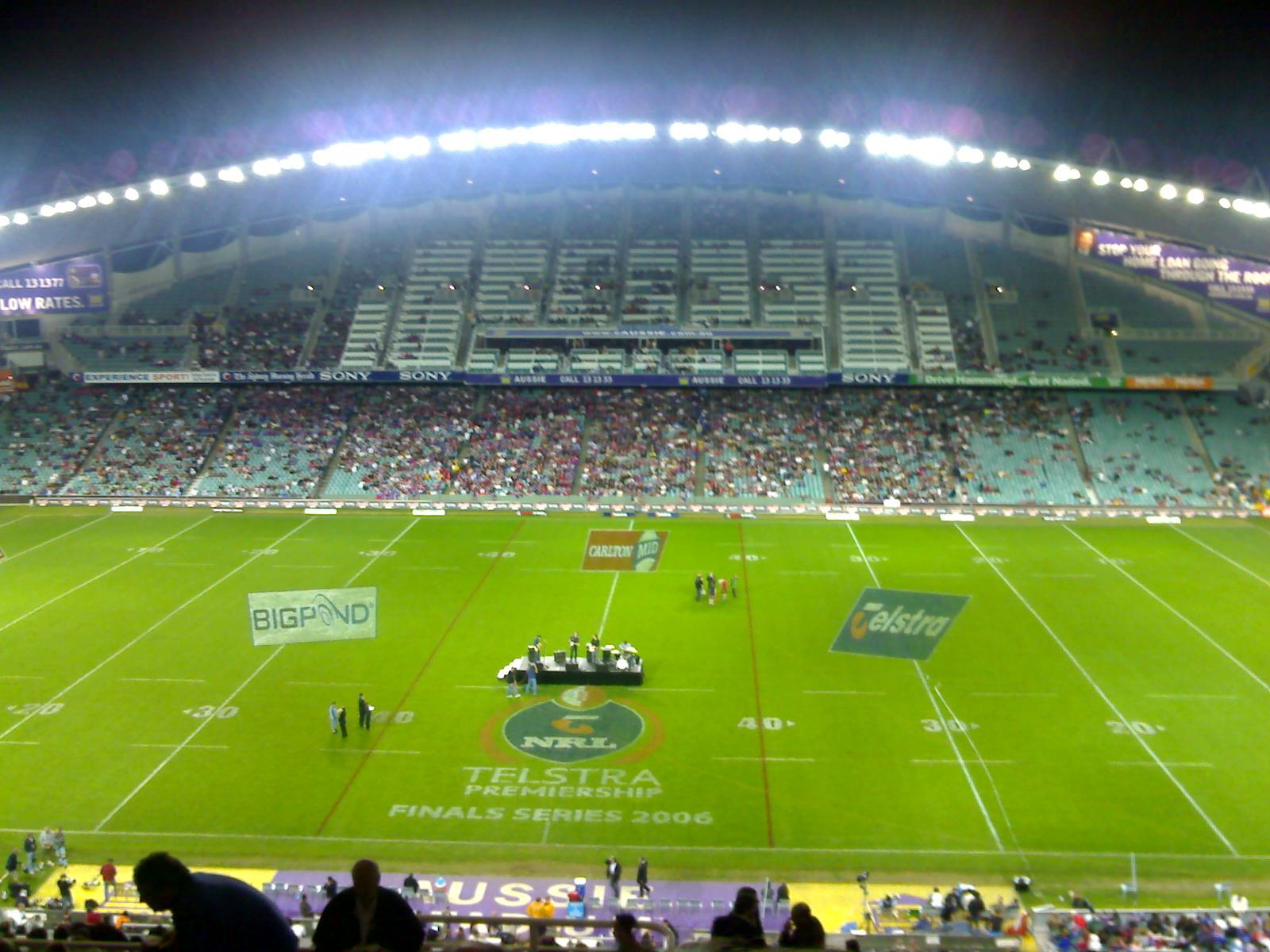
NRL2006決勝戦の様子
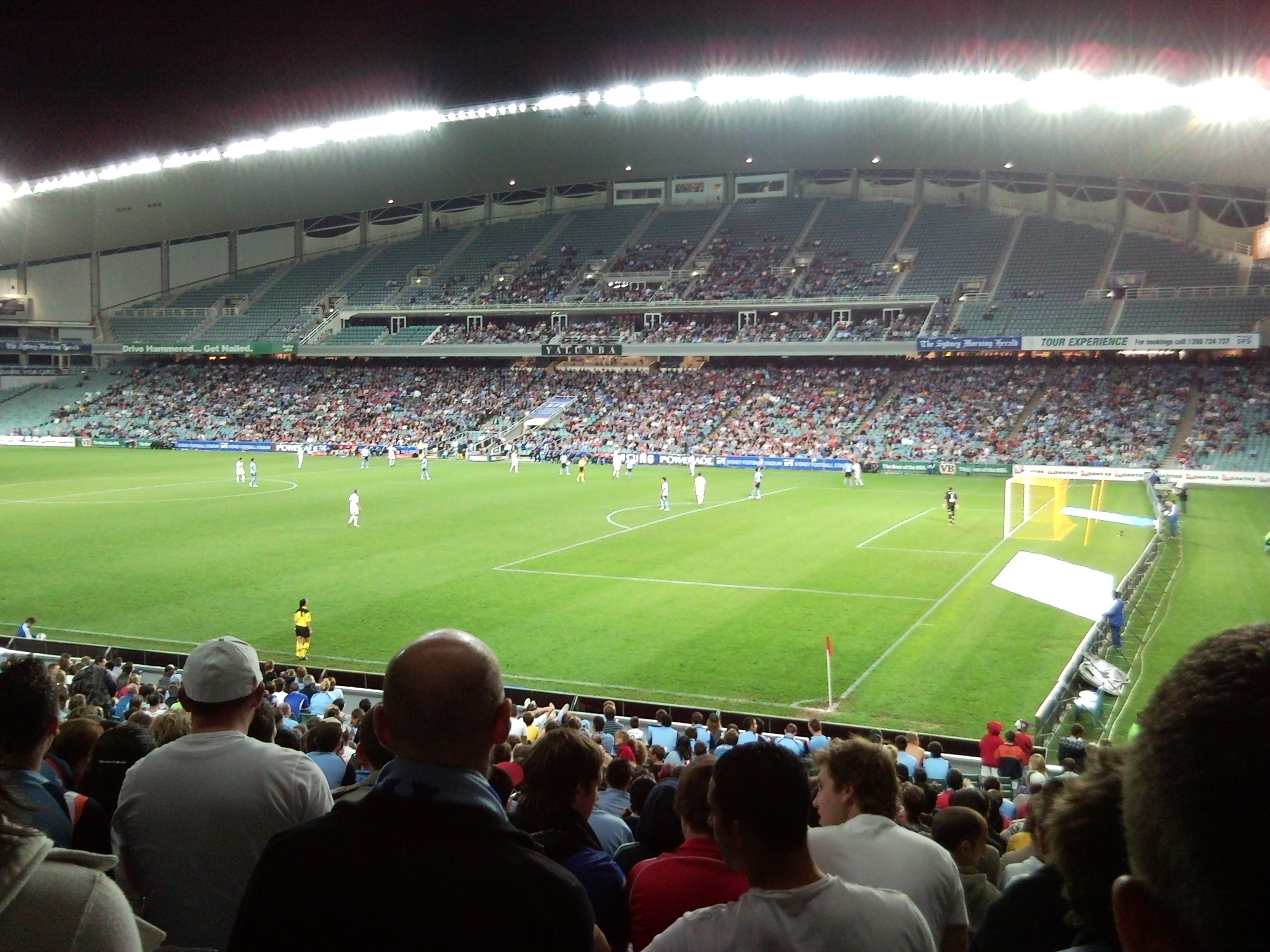
Aリーグ2009-10におけるシドニーFC v ノースクイーンズランド・フューリーの試合の様子